# بخش الولا
بخش الولا یک منطقهٔ مسکونی در سومالی است که در Bari, Somalia واقع شده‌است.